# Parafia bł. ks. Jerzego Popiełuszki w Mysiadle
Parafia błogosławionego księdza Jerzego Popiełuszki w Mysiadle – parafia rzymskokatolicka należąca do dekanatu piaseczyńskiego, archidiecezji warszawskiej, metropolii warszawskiej Kościoła katolickiego. Została ustanowiona 8 marca 2024 roku dekretem arcybiskupa metropolity warszawskiego, kardynała Kazimierza Nycza.

## Proboszczowie parafii
- ks. kan. Leszek Kwiatkowski (2024–obecnie)